# Proskenij
Proskenij (starogrško προσκήνιον), predodrje, je metaforično navpična ravnina prostora v gledališču, običajno obrobljena na vrhu in straneh z obokom (ne glede na to ali je proskenij resnično obokan), na dnu pa s tlemi odra, je okvir, v katerem gledalci opazujejo dogajanje na odru med gledališko predstavo. Zasnova četrte stene gledališkega odrskega prostora, ki je obrnjena proti gledalcem, je v bistvu enaka.
Je družbeni konstrukt, ki deli igralce in njihov scenski svet od gledalcev, ki so prišli kot priče. Ker je zavesa po navadi tik za obokom proskenija, je v bistvu resničen, ko je zavesa spuščena in skriva oder pred pogledom. Prizorišče proskenija je strukturno drugačno od odprtega prizorišča ali arene.

## Izvor
V poznejših helenističnih grških gledališčih je bil proskenij (προσκήνιον) precej ozko dvignjeno prizorišče, na katerem  so nastopali posamezni igralci, medtem ko so bili grški zbor in glasbeniki v orkestri spredaj in pod njim, pogosto pa so bila tudi druga območja  za izvajanje od zgoraj, za proskenijem, na skeni in za njo. Skena je grška beseda za šotor in kasneje zgradbo, iz katere so izstopali igralci in je pogosto prikazovala naslikano pokrajino. V helenističnem obdobju je postala vse bolj velika in izdelana kamnita struktura, pogosto v treh nadstropjih. V grškem gledališču, ki je v primerjavi z rimskim obarvana pokrajina, lahko proskenij nosi kulise. 
V antičnem Rimu je bil odrski prostor pred prednjo skeno (enakovredno grški skeni), znan kot pulpitum, navpično od odra do dna orkestre, pogosto v kamnu in okrašen kot proskenij.
V grškem in rimskem gledališču v sodobnem smislu ni bilo proskenijskega oboka, igralni prostor je bil vedno v celoti pred občinstvom. Rimska gledališča so bila podobna sodobnim gledališčem v smislu proskenija, saj so imeli gledalci omejen pogled na oder, samo na sprednji strani, ne pa od strani ali zadaj. Sodobne dvorane, namenjene predvsem za orkestralno glasbo, imajo pogosto podobno razporeditev zaradi dobre akustike.
Najstarejše ohranjeno gledališče sodobne dobe, Olimpijsko gledališče v Vicenzi (1585), včasih napačno označujemo kot prvo gledališče s proskenijem. Je rekonstrukcija rimskega gledališča. Ima raven proskenij na sprednji strani prizorišča, spust na raven orkestre, ki ima zdaj po navadi sedeže, a nima proskenijskega oboka.
Toda natančna replika olimpijskega gledališča na odprtem in dostopnem rimskem odru je bila izjema in ne pravilo pri gledališkem oblikovanju v 16. stoletju. Gravure kažejo, da so proskenijski obok poznali že leta 1560 pri predstavi v Sieni. 
Najstarejši resnični proskenijski obok je ohranjen v stalnem Farnesejevem gledališču v Parmi (1618), številna zgodnejša gledališča pa so se izgubila. Parma ima jasno opredeljen scenski obok (arco scenico), ki je bolj podoben okvirju slike kot oboku, a se uporablja za isti namen: opisuje prizorišče in ločuje gledalce od dogajanja na odru. 
Medtem ko je proskenijski obok postal pomembna značilnost tradicionalnega evropskega gledališča, ki je pogosto postal zelo velik in izdelan, je prvotni proskenij spredaj pod prizoriščem postal jasnejši. Uvedba orkestrskega prostora (luknja) za glasbenike ga je še bolj razvrednotila, tako da je najnižja raven pogleda gledalcev naprej na sprednji del, kjer je pregrada, ki je običajno lesena, ki zakriva luknjo. Kar bi Rimljani imenovali proskenij, je v sodobnih gledališčih orkestrska luknja, običajno pobarvana črna, da ne izstopa.

## Vloga
Proskenijski obok ustvarja okno okoli kulise in izvajalcev. Njegove prednosti so, da vsi gledalci dobro vidijo, saj se izvajalci osredotočajo le v eni smeri, ni se jim treba nenehno premikati po odru, da bi jih gledalci videli. Proskenij stoji tako, da poenostavlja skrivanje in zatemnitev predmetov pred pogledi gledalcev (sedežev, igralcev, ki trenutno ne igrajo, in rekvizitov gledališča). Vse, kar ni mišljeno, da je videno, je preprosto postavljeno zunaj okna, ki ga je ustvaril proskenijski obok ob straneh ali nad odrom. S prelomom proskenija ali prelomom četrte stene je mišljeno, da igralec naslavlja občinstvo neposredno kot del dramske igre.
Proskenijska gledališča v nekaterih gledaliških krogih niso uspevala, ker ohranjajo četrto steno. Nastop v proskenijskih gledališčih pogosto pomeni, da  nastopajo na odru, v okolju s štirimi stenami, pri čemer je stena, ki gleda h gledalcu, nevidna. Mnoga sodobna gledališča poskušajo odpraviti četrto steno, zato so namesto tega zasnovana z zunanjim odrom, ki projicira iz proskenijskega oboka in poseže v gledalce (tehnično je to še mogoče označiti kot proskenijsko gledališče, ker še vedno vsebuje proskenijski obok, vendar je izraz zunanji oder primernejši in pogosteje uporabljen).
V zgodovini plesa je uporaba proskenijskega oboka vplivala na ples na različne načine. Pred uporabo proskenijskega prizorišča so bili zgodnji dvorski baleti v velikih prostorih, v katerihbso gledalci sedeli okrog plesnega prostora. Plesalci s kraljico ali kraljem so se osredotočali na simetrične figure in vzorce simbolnega pomena. Rodili so se baletni koreografski vzorci. Ker je ples  način druženja, se je večina sodobnih baletov končala z "velikim baletom", ki mu je sledil ples, ki so se mu pridružili gledalci. Kasneje so se z uporabo proskenijskega prizorišča gledalci ločili od plesalcev. Zato je bila predanost izvajalcem večja in tudi temu, kar se je dogajalo na odru. To je bil začetek plesne predstave kot oblike zabave, kot jo poznamo danes. Od uporabe proskenijskih prizorišč so se plesi razvili v bolj zapletene figure, vzorce in gibanje. Na tej točki ni bilo pomembno le, kako so  plesalci prišli na prizorišče na odru med predstavo, ampak tudi, kako so opravili svojo nalogo. Poleg tega so ta prizorišča omogočila uporabo odrskih učinkov, ki so jih ustvarili iznajdljivi stroji. To je bil začetek oblikovanja scenografije, morda pa tudi uporabe zaodrskega osebja.